# Josip Stritar
Josip Stritar (tudi Jožef/Joseph Stritar), slovenski pesnik, pisatelj, dramatik, kritik in prevajalec, * 6. marec 1836, Podsmreka pri Velikih Laščah, † 25. november 1923, Rogaška Slatina.

## Življenje
Josip Stritar se je rodil 6. marca 1836 v Podsmreki kot zadnji izmed osmih otrok kmetu Andreju in njegovi ženi Uršuli (roj. Jakič). Prva dva razreda osnovne šole je obiskoval v Velikih Laščah, kjer je spoznal pet let starejšega Frana Levstika. Jeseni 1846 je s tretjim razredom nadaljeval v Ljubljani, kjer ga je poučeval strogi učitelj Martin Ivanetič. Leto pozneje se je vpisal v gimnazijo, kjer je bil njegov učitelj med drugim tudi Fran Metelko. Stritar je bil vzoren učenec, saj je bil vsa leta med najboljšimi in nagrajenimi dijaki, bil pa je tudi sošolec znamenite generacije vajevcev, a v Vaje ni pisal, saj se je medtem tesneje navezal na Frana Levstika. Med dijaki in študenti se je Stritar zavzemal za njegovo z vseh strani napadano zbirko Pesmi (1854), zaradi česar je imel v šoli težave, saj so nekateri konservativni duhovniki pesmi imeli za morali in veri škodljive. V drugem gimnazijskem razredu je postal gojenec tedanjega Alojzijevišča, vendar je v sedmem razredu iz zavoda izstopil, ker je spoznal, da duhovniški poklic ni zanj. Šolanje je nadaljeval na Dunaju, kjer se je kljub željam ljubljanskega škofa A. A. Wolfa, da bi študiral na tamkajšnji orientalni akademiji, vpisal na študij klasične filologije. Študij sta mu omogočila stric Janez in brat Andrej, oba duhovnika, prejemal pa je tudi Knafljevo štipendijo. Sam si je denar služil kot domači učitelj, saj je poučeval v premožnih meščanskih družinah. 
Študij in liberalno dunajsko okolje sta Stritarja oblikovala v intelektualno dejavnega človeka z željo po spoznavanju svetovne književnosti. Od konca julija do začetka septembra 1861 je tako potoval po Belgiji in Franciji, leta 1871 je obiskal Švico, leta 1873 je bil v Dresdnu, v Slovenijo pa ni prišel pogosto. 
Septembra 1873 se je oženil s Terezijo Hochreiter iz kmečke družine v Aspangu pri Dunaju. Leta 1874 se jima je rodila hči Kamila, ki je čez nekaj mesecev umrla, leta 1875 pa sin Milan Jožef, kasneje profesor za kemijo na dunajski poljedelski visoki šoli. Študij je končal leta 1874 in postal pripravnik na gimnaziji v 18. dunajskem okraju (Hernals). Leto kasneje je postal učitelj, profesorski izpit pa je opravil leta 1878 in kmalu postal profesor na gimnaziji v 8. okraju (Josefstadt), kjer je ostal vse do upokojitve leta 1901. Poleg klasičnih jezikov je poučeval še nemščino, francoščino in lepopisje.
Med 1. svetovno vojno in po njej je zaradi splošnega pomanjkanja močno opešal, odpovedal mu je vid in nazadnje je skoraj popolnoma oglušel. Januarja 1923 se je preselil v Rogaško Slatino, kjer je stanoval v vili Jakomir (danes Stritarjev dom), prejemal narodno pokojnino in bil odlikovan z redom svetega Save III. stopnje. Že leta 1919 pa je bil izvoljen za častnega člana Jugoslovanske akademije znanosti in umetnosti (JAZU). Umrl je v Rogaški Slatini 23. novembra 1923. Pokopan je na ljubljanskem Navju.

## Delo
Josip Stritar se je preizkusil v vseh literarnih vrstah, zvrsteh in oblikah, saj se je ukvarjal s pesništvom, pripovedništvom, dramatiko, mladinsko književnostjo, satiro, prevajalstvom, slovstveno kritiko in esejistiko, zelo pomemben pa je bil tudi kot urednik. Sam avtor je videl svojo nadarjenost in poslanstvo v literarni estetiki in kritiki. Z njima je prispeval tudi glavni delež v slovensko književnost.

### Poezija
Josip Stritar je začel pesniti že zelo zgodaj. Svoje prve pesmi, ki so bile bolj priložnostne narave (voščila ob godu za brata Andreja), je napisal že pri trinajstih letih, a je kljub temu v njih že uporabljal obliko soneta. V Alojzijevišču je bil sodelavec dijaških časopisov Daničica in Slavija – slednjega je na pobudo Antona Janežiča urejal Fran Levstik. Njegove prve objavljene pesmi so se pojavile leta 1853 v katoliškem časopisu Zgodnja Danica – gre za štiri nabožne sonete (Luna, Danica, Zora, Marija), ki jim je leto kasneje v Novicah dodal še elegični sonet Josipini Turnograjski na prerani grob.
Svojo prvo pesniško zbirko Pesmi je objavil leta 1869. Zbirka, ki je sicer izšla pod psevdonimom Boris Miran, je bila zelo dobro sprejeta, kmalu razprodana, o njej pa se je pisalo v slovenskih in nemških revijah. Kritiki so bili mnenja, da gre za pomemben literarni dogodek, pesnika pa so postavljali ob bok Prešernu. Stritar je ob tem v pismu Luizi Pesjakovi 16. avgusta 1871 zapisal: »Te pesmi nijso izmišljene, nijso narejene, vse je prečuteno, vse preživljeno /…/.«  Večina pesmi te zbirke je posvečena mlademu slovenskemu narodu (Mojemu narodu, Rojakom, Mladini, Dunajske elegije), kjer se Stritar pokaže kot domoljubni izobraženec, pojavljajo pa se motivi panslavizma, trpljenja južnih Slovanov pod Turki in pesnika na tujem, vse to zaznamovano s Stritarjevo kritiko družbe in tragično vizijo sveta – z izpovedovanjem svetožalja.
Najbolj znano Stritarjevo pesniško delo so Dunajski soneti (1872), cikel 47 sonetov, v katerih nadaljuje z refleksijo družbenih tem in izpovedjo svojih idealov, ki so osebna svoboda, sovraštvo do nasilja in socialni humanizem. V njih Stritar ostro obračuna predvsem s takratnimi slovenskimi voditelji – staroslovenci pod vodstvom Janeza Bleiweisa (VII. sonet). Kot glavno sredstvo za prikaz svojega nestrinjanja uporabi satiro, s katero jim očita samovoljo, oblastništvo (XXI. sonet), neznanje, konzervativnost, lažno moralo (XXXVIII. sonet) in zaslužkarstvo v opoziciji s svojim resničnim patriotizmom (XVI. sonet) in svobodomiselnostjo (XLI. sonet): 
Izpoved mojo čujte: Jaz svobodi

iz srca vdan sem – mirno poslušajte!

V politiki poštenje mene vodi;

temo sovražim – kamen pobirajte!

za mir gorim in spravo med narodi;

Slovenec liberalen sem – metájte! (del XLI. soneta)
Po letu 1880 je Stritar dosegel klasično vrednost edino še v dramatičnih monologih (Pisarjev sin, Nosan, Glavan, Po pogrebu), ki so po Francu Koblarju »prvi klasični primeri pesniškega realizma pri Slovencih.«
V svojih pesmih je Stritar uporabljal najrazličnejše kitične in pesemske oblike: oktavo, sonet, sonetni venec (Slovo), gazelo ter distih.

### Proza
Josip Stritar je bil tudi pripovednik. V njegovih delih opazimo snovno in oblikovno odvisnost od tujih zgledov, zlasti klasičnega leposlovja (Jean-Jacques Rousseau, Johann Wolfgang von Goethe, Oliver Goldsmith), sicer pa so idejno in stilistično povsem samostojna in izvirna. 
Veliko pozornost je med takratnimi bralci vzbudil leta 1868 z vaško povestjo Svetinova Metka, ki izvira iz avtorjevih spominov na mladost v okolici Velikih Lašč na Dolenjskem. Delo je izšlo pod psevdonimom Boris Miran v almanahu Mladika, svoje korenine pa ima v delu J. J. Rousseauja (Nova Heloiza) ter njegovi miselnosti o izhodiščno dobrem človeku in sreči, ki jo človek lahko najde le v naravi. Zasnova povesti je nastala vsaj deset let pred objavo, najbrž v zvezi z njegovim približevanjem vajevski generaciji. Gre za tipično moralistično povest z vplivi romantičnodomačijskega slovstva: dekle med dvema moškima, nasprotje med mestnim in vaškim okoljem, meščanski element je destruktiven in prinaša nesrečo vsakemu, ki stopi z njim v kakršno koli zvezo. Vsi dogodki v tem prvem delu so predstavljeni opisno in poučno, medtem ko so v drugi polovici, ki je nastala deset let kasneje, opazne nekatere prvine takrat aktualne Schopenhauerjeve filozofije, ki so se kasneje povezovale z občutjem svetobolja. Svetobolje v Svetinovi Metki razberemo v ideji, da je svet vir trpljenja, kar je bilo takratno občutje dobe in ni popolnoma skladno s Schopenhauerjevo filozofsko idejo. Ta je izrazitejša v Stritarejvi poeziji (Srce moje, kaj če to?), v prozi pa se schopenhauerjanskim prvinam najbolj približa v sentimentalnem romanu Zorin (1870), tudi v povesti Rosana (1877), romanu Sodnikovi (1878) in utopičnem besedilu Deveta dežela (1878). Stritarju so očitali schopenhauerjanstvo (npr. Mahnič v Dvanajstih večerih), sam pa je svojo neodvisnost odločno zagovarjal: »Pustite me vendar pri miru sè svojim Schopenhauerjem, svojim darvinizmom in svojo 'nirvano'! /…/ O življenji sem mislil tako, kakor mislim sedaj, ko nisem še vedel, da je kak Schopenhauer na svetu.«
Leta 1868 je v almanahu Mladika izšel odlomek iz romana Zorin, ki je imel naslov Evelina. Celotni Stritarjev roman v pismih Zorin je izhajal v dunajskem Zvonu od 1. januarja do 15. avgusta 1870, kar pomeni, da je vseh petnajst poglavij izšlo v petnajstih zaporednih številkah revije. Ideja romana sega v leto 1861, ko se je pesnik vrnil s potovanja v Pariz. To potovanje je namreč najtrdnejša motivna enota, tako rekoč ogrodje romana. Za tem je prišla pesnikova dunajska osamljenost in razmišljanje o umetnosti in kulturi. Takrat se je spoznal s Schopenhauerjevim pesimizmom, obhajali so ga spomini na otroštvo in hrepenenje po domovini. Tema romana je bila za tedanje slovenske bralce velika novost, saj jih je v njem pisatelj popeljal v tuj, velemestni in gosposki svet, ki ga je kot svetovljan dobro poznal. Tega sveta v Svetinovi Metki zaradi narave domačijske povesti ni mogel razviti. Poleg izkušenj s potovanj pa je Stritar v roman vpletel še druga osebna doživetja: svoja otroška leta in deklico Devo, prijateljico iz otroških let (V. in VI. poglavje), obiskovanje muzejev, razmišljanje o umetnosti ter samomor njegovega prijatelja zaradi nesrečne ljubezni. V središču romana je zgodba o nedosegljivi ljubezni med Milanom Zorinom in Delo. Trpljenje zaradi neuresničljive ljubezni in tudi razočaranja ob nepremagljivem razkolu med ideali in stvarnostjo Zorin izpoveduje v pismih svojemu prijatelju. Zanimivi so zlasti obsežni esejistični odlomki, ki obravnavajo družbene, kulturne in umetnostne probleme tedanjega časa. V romanu je Stritar ponovno izpovedal zanj značilno romantično idejo svetožalja ali svetobolja (nekateri ga imenujejo kar stritarjansko svetobolje), ki se tukaj razplete do konca, saj v zadnjem pismu Zorin namiguje na samomor. Pisatelj pa se je zavedal moralnega vpliva svojega dela na mlade bralce, zato je v dodatku pojasnil, da Zorin ni junak, ki naj bi ga mladina posnemala ter da naj bi bila njegova usoda svarilo mladim ljudem, kam jih lahko pripeljejo »zmote preobčutljivega srca«. Vsebina in oblika romana sta posneti po Goethejevem romanu Trpljenje mladega Wertherja, opazen pa je tudi vpliv Rousseaujevega dela Nova Eloiza (podobno kot pri Svetinovi Metki), kar je Stritar vztrajno zavračal in poudarjal svojo izvirnost. 
Njegovo naslednje veliko delo je roman Gospod Mirodolski, ki je izšel v Zvonu leta 1876. Roman je pomemben, saj je to prvo pripovedno delo po njegovi hudi osebni krizi leta 1870, ko je prenehal z izdajanjem Zvona, se zaprl pred javnostjo, leta 1872 udaril z Dunajskimi soneti, se spet umaknil, nato pa končal študij, se poročil in stopil v službo. Pri Gospodu Mirodolskem gre za obširno delo, posneto po romanu angleškega razsvetljenskega pisatelja  Oliverja Goldsmitha Wakefieldski župnik, ki ga je sicer kot zgled dobrega romana predstavil že Levstik v svojem Popotovanju iz Litije do Čateža (1858). Njegov nastanek je povezan s Stritarjevo idejo, da ponovno začne z izdajanjem Zvona, ob tem pa je napravil načrt za družinski roman, ki bi v novi reviji izhajal vse leto. V smislu novega programa naj bi Zvon postal družbenovzgojna revija in tako ima tudi roman Gospod Mirodolski družinski in družbenovzgojni namen. V primerjavi z Zorinom gre v tem delu za življenjsko modrost, zdravje, treznost in preudarnost gospoda Mirodolskega. Njegova družina in vse, kar ima, priča o dobri vzgoji in skrbnem gospodarjenju, kar je tudi glavna ideja romana: mladega človeka pred nesrečo ohrani le dobra vzgoja. Ker pa je to že Stritarjevo tretje pripovedno delo, ki so mu očitali posnemanje tuje klasike (naključno pa je istega leta izšel še Jesenkov slovenski prevod Wakefieldskega župnika), je Stritar dejal: »Vse moje pesmi so moje; vse doživljeno, vse nekako očitna izpoved v olajšanje srca. Zorin sem jaz sam, ali sem bil jaz v prvi dobi svojega razvoja, tako kakor gospod Mirodolski ni nihče drugi, nego jaz v poznejši dobi.« 
Leta 1877 je sledila krajša povest Rosana, ki je izšla v Zvonu. Nastala je na hitro in po potrebi, saj je bila takrat v Zvonu najprej mišljena objava Levstikove Lepe Vide, vendar je bil pisatelj zaradi udejstvovanja v politiki v zaostanku s pisanjem. Tako je namesto Lepe Vide začela izhajati Rosana, oblikovana po zgledu Goethejevega romana Učna ura Wilhelma Meistra. Povest v času svojega izhajanja ni vzbudila velike pozornosti.
Zadnji veliki Stritarjev roman Sódnikovi (1878) je besedilo, ki od vseh njegovih romanov velja za najbolj realistično zasnovano. V njem prikazuje začetke akumulacije kapitala na podeželju, kar povezuje z opisom moralnega uničenja človeka, ki je vse podredil pridobivanju bogastva. Za upodobitev svojega odpora proti modernemu gospodarskemu razvoju je uporabil kmečko družino Sodnik, predvsem gospodarja in njegovega študiranega sina Valentina, ki zapravita družinsko premoženje ter na vas pripeljeta industrializacijo. Na drugi strani vidimo marljivo Sodnikovo ženo in drugega sina, skromnega in delavnega Matijo, ki ljubi Jerico, hčer drvarja Seljana. Tej zvezi Sodnik nasprotuje, saj ne želi priti v rodbinsko zvezo z drvarjem, zato sina napodi od hiše. Stritar obsodi gospodarsko okrnitev podeželja, zato njihova kmečka hiša propade (Sodnik je storil samomor), opomore pa si s pomočjo solidarnosti sosedov, ko sta odpadla njena nezvesta člana. Na tem primeru vidimo, da Stritar teži za utopičnim socializmom, v katerem naj bi se premoženjske razlike med bogatimi in revnimi izravnale v duhu popolne solidarnosti med bogatimi in revnimi. Oviro za to pa predstavlja naraščajoča industrializacija ter z njo povezan vzpon kapitalizma.    Roman je vzgojno socialni, postavljen na osnovo Rousseaujeve ideje o škodljivem vplivu premoženjske neenakosti in mestne civilizacije.

### Dramatika
Tudi v dramatiki igra Stritar vlogo pobudnika, saj je načel nekaj idejno-tematskih in dramaturških problemov, sicer pa njegovi prispevki niso igrali večje vloge v razvoju slovenske dramatike. V igrah je prikazoval tudi kmečko in meščansko življenje.
Za njegovo prvo dramsko delo velja nemška enodejanka Der Student in der Hölle (1861), sicer komedija, v kateri lahko Stritarja začutimo kot svobodomiselnega ironika in  pronicljivega družbenega kritika.
Leta 1868 je izšlo delo Prešernov god v Eliziji – satirični prizor v verzih. V njem je glavne vloge podelil kar Vodniku, Trubarju, Zoisu, Linhartu, Čopu, Kopitarju, Metelku, Homerju, Petrarki in Goetheju, ki obiščejo Prešerna ob njegovem godu. Vsem naštetim je Stritar v svojem prizoru podelil večno življenje in slavo, najpomembnejši pa je položaj, ki ga je dodelil Prešernu: postavil ga je v sam vrh slovenske in svetovne književnosti – ob bok Homerju, Petrarki in Goetheju, ki se mu ob njegovem godu prav tako priklanjajo. Delo je bilo uprizorjeno 20. marca 1899 v Deželnem gledališču v Ljubljani.
Rahle nastavke dramatičnosti (didaskalije) imata pesmi Orest (Mladika 1866, pozneje Pesmi 1869) in Medeja (1870): opisujeta naslovnega junaka, ki tik pred svojim koncem izpove zgodbo svojega življenja in se očisti krivde, saj je bil zapeljan. Antične teme (v povezavi s sodobnostjo) je uporabil še v družbenosatiričnih Klasičnih podobah (Diogen pri Sokratu, Sokrat pri Diogenu, Pri Kritonu). 
Za razvoj slovenske dramatike so morda najpomembnejši »prizorni spisi«, kot jih je poimenoval Stritar sam. V njih se loteva mestnega (Pismo, Kita, Otroški bazar, Pri večerji, Najemnina, Zorko, Klara, Po velikem požaru) in vaškega življenja (Oderuh, Zapravljivec, Rejenka, Očetov god, Nedolžen, Pravo junaštvo).
Zadnja Stritarjeva drama so Logarjevi, ljudska igra s petjem, uprizorjena leta 10. oktobra 1899 v Deželnem gledališču v Ljubljani. To je Stritarjev edini večji dramski tekst, razdeljen na pet dejanj. 

### Mladinska književnost
Z mladinsko književnostjo se je Stritar začel ukvarjati šele po letu 1893, ko se je po letih odtujitve in zatišja vrnil na literarno prizorišče. Odločitev ga je privedla med sodelavce takrat razširjene in popularne Mohorjeve družbe, za katero je napisal štiri mladinska dela: Pod lipo, Jagode, Zimski večeri in Lešniki. Knjige so snovno in oblikovno (pesmi, uganke, epigrami, živalski pogovori, prizori, črtice, povesti) obogatile slovensko slovstvo.

### Prevajanje
Stritar se je s prevajanjem prvič srečal na Dunaju, kjer se je leta 1870 zaposlil kot prevajalec in urednik pri državnem zakoniku. To delo je opravljal do leta 1890, z izjemo leta 1871, ko je mesto za leto dni prepustil prijatelju Franu Levstiku.
Od umetniških del je v slovenščino prevedel prvih osem poglavij Byronovega Mazeppa, v nemščino je priredil izbor svojih Pesmi in jih poimenoval Boris Miran's Gedichte. Posebno poglavje so njegovi poskusi, da bi prevedel najznačilnejše primere Prešernove lirike: Strunam, Luna sije, Prošnja, Kam?, posebno pa Nezakonsko mater, ki se mu je na splošno zdela neprevedljiva. Med nemškimi prevodi sta tudi dve Levstikovi pesmi (Dekle in ptica, Dve utvi) ter  ljudske pesmi Je pa davi slan'ca pala,  Sijaj, sijaj sonce in Pojte, pojte, drobne ptičke.
Stritar je deloval tudi kot prevajalec Svetega pisma. Njegove prevode je izdajala Britanska in inozemska svetopisemska družba (British and Foreign Bible Society). Najprej je poskrbel za jezikovno popravo štirih evangelijev in Dejanj sv. Aposteljnov, ki jih je leta 1870 prevedel Francè Remec, ter pisem Rimljanom, Korinčanom in Galatom, ki jih je do leta 1877 prevedel Matija Valjavec. Nato je sam prevedel preostale knjige Novega testamenta, ki je v enem zvezku izšel leta 1881. Sledili so prevodi posameznih starozaveznih knjig: Psalmi Davidovi (1881), Pregovori (1883), Prva knjiga Mojzesova (1885), Izaija (1889) in Jeremija (1898, vključuje tudi Žalostne pesmi Jeremija preroka). Novo zavezo je Stritar prevajal dosledno po t.i. večinski različici grškega izvirnika, Staro zavezo pa po latinski predlogi, ki jo je priskrbela Britanska svetopisemska družba. Stritarjeve prevode je ocenjeval in odobril Fran Miklošič. Na obtožbe glede sodelovanja s takrat izključno protestantsko Britansko svetopisemsko družbo je Stritar odgovoril z izjavo: »Dejalo se mi je, in to se mi zdi čisto pravo: Sv. pismo ni ne katoliško ne protestantovsko; kar se tiče razlaganja, to Vam nič mari, vi se držite teksta, besede.«

### Slovstvena kritika in esejistika
Stritarjevi slovstvenokritični in esejistični spisi so med najpomembnejšimi deli njegovega literarnega dela ter temelj njegovega zgodovinskega pomena, česar se je tudi sam zavedal. Povod za začetek Stritarjevega ustvarjanja je bil Jurčičev prihod na Dunaj leta 1865 in zasnova Klasja leta 1866, v ozadju katerega je stal Levstik. Stritar je tako poleg omenjenih dveh postal sourednik nastajajoče zbirke del slovenskih pesnikov in pisateljev, v kateri so leta 1866 kot prvi zvezek na novo izšle Prešernove Poezije. Kot uvod vanje je Stritar napisal znameniti esej Prešernove Poezije, ki je primer zgledno urejene razprave, še pomembneje pa je, da je Stritar med prvimi v njem Prešerna označil kot vrhunskega pesnika, njegovo poezijo pa kot visoko in primerljivo s svetovno. Spis se začne s Prešernovim življenjepisom, nadaljuje pa z razmišljanjem o narodu in njegovem značaju, o zgodovinskih okoliščinah in prostorski določenosti, ki sooblikujejo literaturo posameznih narodov. Po Stritarjevem mnenju to velja tudi za slovensko literaturo, ki pa je še »mlada«, saj se je začela s pesmimi Valentina Vodnika, kmalu pa jo je zasenčila veličina Prešernove poezije. Nadalje spregovori o splošnih značilnostih, raznovrstnosti, temah, motivih in oblikah Prešernovih pesmi. Posebno pozornost nameni posameznim lirskim vrstam: baladam, romancam, elegijam, glosam, epigramom, gazelam, sonetom in nazadnje Krstu pri Savici. Esej konča z razmišljanjem o Prešernovi osebnosti in izvoru njegove umetniške popolnosti ter s podobo o sodnem stolu, pred katerim se bodo vsi narodi zagovarjali o tem, »kako so gospodarili z izročenimi talenti; kako se je vsak po svoje udeležil vesoljne človeške omike«. Trdno je prepričan, da »bi se mali slovenski narod brez strahu smel pokazati med drugimi z drobno knjigo, ki se ji pravi: Prešernove poezije.« Za ta znameniti esej mu je v pismu čestital Levstik, ki je zapisal: »Preširnova kritika je tako izvrstna, tako po moji misli, da bi Te le malodaj še mogel opomniti, česar bi morda še pogrešal; najizvrstneje pak je to, kako si Preširna v celoti razumel in razložil. Brez kacega prilizovanje na desno ali na levo sodim, da Tvoj spis o Preširnu bode 'epoha' v našem slovstvu …« Za esejem o Prešernu je Stritar vsaj še štirikrat posegel v slovensko literarnonazorsko miselnost. Prvič se je to zgodilo v Slovenskem glasniku (1867–1868) in Zvonu (1870) s Pismi mlademu prijatelju, ki so nadalje izhajala pod naslovom Česa je posebno treba našim pesnikom, še kasneje pa kot Kritična pisma. V teh začetnih pismih razpravlja o pesništvu, predvsem o potrebi kritike, pesniške domišljije in skladne zunanje oblike. Opira se na antično in klasicistično poetiko, zato pojmuje lepoto v umetnosti kot idealno skladnost. V naslednjih pismih pa z natančnim kritičnim pretresom obravnava pesmi Koseskega kot primer prisiljenega in slabega pesništva. Kritična pisma so pomembna predvsem zaradi slogovne in jezikovne podobe. Z njimi je Stritar ustvaril slovensko esejistično in znanstveno prozo ter dokazal, da je slovenščina primeren jezik za izražanje zapletenih estetskih in kulturnih razmišljanj.
Sledijo Stritarjevi Literarni pogovori iz Zvona (1870) in Literarni pogovori v obnovljenem Zvonu v letih 1876–1880. V slednjih prihajata do izraza vzgojni namen in želja, da za vsako ceno ohrani svoj časopis kot osrednje kulturno glasilo. 

### Urednikovanje
Zelo pomembno Stritarjevo dejanje je ustanovitev Zvona leta 1870, ki nastopa v vlogi naslednika Janežičevega Slovenskega glasnika, ki je prenehal izhajati leta 1868. V Zvonu Stritar objavlja izbrano leposlovje, ki ga piše največ sam, v Literarnih pogovorih pa odpre estetsko učilnico, kjer obenem nadaljuje kulturno in družbeno kritiko, ki jo je začel v Slovenskem glasniku. Stritarjev temeljni koncept je bil na začetku izdajanja revije jasen in premišljen: revija naj bi bila nadpolitična in nadstrankarska, namenjena odraslim, vsebovala pa naj bi le dela estetske vrednosti. V skladu s tem je prvi letnik imel v podnaslovu poudarjeno, da je »lepoznanski list«.
Pri vsem teh pa Stritar ni računal na resničnost. Že v tretjem listu se je začela polemika z Zgodnjo Danico, od desetega lista dalje pa je bilo vedno več urednikovih opravičevanj na različne javne in privatne kritike. Občinstvo je želelo revijo, ki bi bila znanstvena, literarna, poučna in kratkočasna, česar pa Zvon ni ponujal. Eden izmed večjih kritikov je bil Levstik, ki je Stritarju očital, da je Zvonova notranja podoba preveč gosposka ter za potrebe slovenskega naroda premalo delavniška. Dodal je še, da je slovenski narod kulturno neosveščen, zato ne razume tematike iz evropske književnosti. 
Vse kritike so Stritarja globoko prizadele in mu jemale vero v smisel lastnega dela. 1. avgusta 1870, ko je zaključil z objavljanjem Zorina, je zapisal: »Posameznemu ni nikomur dano, da bi preustvaril svet.« Nekaj mesecev po tem je Zvon prenehal izhajati, Stritar pa se je razočaran zaprl pred svetom. Nasprotnikom, ki so ga napadali, je leta 1872 odgovoril v 47 satiričnih Dunajskih sonetih.
Potem, ko se je za nekaj let posvetil svoji družini, končanju študija in službi, se mu je leta 1876 porodila ideja o obnovitvi Zvona, ki je nosil podnaslov »Za dom, svobodo in resnico«. Tokrat naj bi šlo za vzgojno družinsko glasilo, v katerem je oznanjal mir, spravo in ljubezen med brati. Prvo številko obnovljene revije, ki je prav tako vsebovala Literarne pogovore, je v celoti napisal Stritar sam. Leta 1879 je tožil nad vse manjšim številom naročnikov ter nad malomarnostjo slovenskih pisateljev, ki se ne ozirajo nanj. Napovedal je, da bo revija v takšnih razmerah izhajala še največ eno leto, potem pa naj bi se v Ljubljani ustanovil nov leposlovni list (Ljubljanski zvon). V zadnji številki Zvona se je med drugim zahvalil »neznancu« (Simonu Gregorčiču), ki je bil na revijo naročen od prve do zadnje številke.

## Vplivi na Stritarja
Na Stritarja je že na začetku vplival Prešeren, čigar poezijo in osebnost je postavil v središče svojega dela. V poeziji so nanj vplivali nemški klasiki, še posebej Friedrich Schiller in Heinrich Heine, novejši nemški formalisti (npr. Emanuel Geibel in Robert Hammerling), od Francozov pa Victor Hugo in François Copée. V prozi se je zgledoval po Johannu W. Goetheju (Werther – Zorin in Wilhelm Meister – Rosana), Oliverju Goldsmithu (Župnik Wakefieldski – Gospod Mirodolski). V bistvu je bil idilik, zato se v veliki meri čutijo vplivi Rousseaujeve čustvenosti in njegove zahteve po naravni preprostosti. 
Roman Svetinova Metka (1868) je Stritar oblikoval po Julija ali Nova Heloiza (Rousseau, 1761), roman Zorin (1870) je nastal po zgledu predromantičnih romanih v pismih Trpljenje mladega Wertherja (Goethe, 1774) in Julija ali Nova Heloiza, v romanu Gospod Mirodolski (1876) se je oprl na poznorazsvetljenski sentimentalni roman Župnik Wakefieldski (Goldsmith, 1766), povest Rosana (1877) je posnel po Goethejevem romanu Učna leta Wilhelma Meistra (1821). Več izvirnosti najdemo le v povesti Sodnikovi (1878), čeprav je ideja o škodljivem vplivu meščanske civilizacije rousseaujevska.
Na Stritarjev estetski moralno-etični nazor naj bi vplivale tudi različne filozofske ideje Rousseauja, domnevno tudi Schopenhauerja, čeprav se stroka o njihovih vplivih ne strinja popolnoma. Edini vzor in ideal, ki je potrjen tako od stroke kot Stritarja samega, je J. J. Rousseau, saj je že v Mladiki pri Stritarju vzcvetela njegova misel, Stritar pa je zapisal: »Veš, dragi moj, da dolgo že posebno ljubim Rousseauja. Vse svoje bitje, ne zameri mi te besede, čutim nekako sorodno njegovemu; kakor on bolj mislim s srcem, če se sme tako govoriti, nego z glavo, in kar je bolelo njega, to boli tudi mene!«.

## Stritarjevi vplivi na druge
Stritar je vplival na Josipa Jurčiča, pa tudi na Frana Levca, Frana Šukljeta, Josipa Ogrinca, Frana Celestina, Josipa Cimpermana, Frana Erjavca, Ivana Vrhovca, Frana Detelo in na vrsto drugih ustvarjalcev. Najbolj pa je Stritarjevo svetobolje učinkovalo na mladega Janka Kersnika, Ivana Tavčarja ter Simona Gregorčiča, ki mu je kot sodelavec ostal zvest do konca. 

### Poezija
- Pesmi (1869)
- Dunajski soneti (1872)
- Prešernova pisma iz Elizije (1872)
- Strunam slovo! (Zadnji pesniški utrinki) (1922)

### Proza
- Svetinova Metka (1868)
- Zorin (1870)
- Triglavan iz Posavja (1870)
- Pasji pogovori (1870)
- Klasične podobe (1870)
- Gospod Mirodolski (1876)
- Rosana (1877)
- Sódnikovi (1878)
- Deveta dežela (1878), utopična pripoved

### Dramatika
- Der Student in der Hölle (1861)
- Pismo (1870)
- Kita (1870)
- Oderuh (1876)
- Zapravljivec (1876)
- Najemnina (1876)
- Rejenka (1876)
- Kosana (1876)
- Otroški bazar (1878)
- Očetovo pismo (1878)
- Iz Bosne (1878)
- Očetov god (1879)
- Klara (1880)
- Po velikem požaru (1882)
- Nedolžen (1883)
- Pravo junaštvo (1885)
- Logarjevi (1899)

### Mladinska književnost
- Pod lipo (1895)
- Jagode (1899)
- Zimski večeri (1902)
- Lešniki (1906)

### Slovstvena kritika in esejistika
- Prešernove Poezije (1866)
- Kritična pisma (1867–1868)
- Literarni pogovori (1870–1877, 1885)
- Pogovori (1879)
- Nova pota (1894)
- Dunajska pisma (1895–1896)

### Svetopisemski prevodi
- Novi Testament (1881, skupaj s Francetom Remcem in Matijem Valjavcem)
- Psalmi Davidovi (1881)
- Pregovori (1883)
- Svetega pisma prva knjiga Mojzesova (1885)
- Izaija (1889)
- Jeremija (1898)
- Žalostne pesmi Jeremija preroka (1898)